# Fresnoy-en-Bassigny
Pour les articles homonymes, voir Fresnoy.
Fresnoy-en-Bassigny est une ancienne commune française du département de la Haute-Marne en région Grand Est. C'est une commune associée de Parnoy-en-Bassigny depuis 1973.

## Géographie
Comme son nom l'indique, Fresnoy est situé dans le Bassigny, aux confins de la Champagne et de la Lorraine.
L'étang de Morimond, qui est traversé par le Flambart, se trouve au nord-est du village et l'étang de Fresnoy se situe au sud-ouest.

### Lieux-dits et écarts
Au milieu du XIXe siècle, le territoire communal inclut l'abbaye de Morimond, les fermes de Doncourt, Grignancourt et Genichaux, ainsi que les moulins.

## Toponymie
Anciennement mentionné sous les noms de Frasney et Fresney en 1178, Frasnoi en 1253, Fraingnoy en 1284, Frasnoy près de Moiremunt en 1286, Franetum au XIVe siècle, Fraasnoy en 1443, Frênoy en 1703, Fresnoy en 1793 et Fresnoy-en-Bassigny en 1925.
D'après Ernest Nègre, il s'agit du terme d'oïl fresnoi, qui signifie « frênaie ».

## Histoire
Les chartes font pour la première fois mention de Fresnoy (Fraxinetum), à l'époque de la fondation de l'abbaye de Morimond. Il y avait alors un seigneur du nom de Guy Fresnoy, mais il était de la maison d'Aigremont, car le fief faisait partie du domaine de la baronnie. Fresnoy vint en la possession des sires de Choiseul au milieu du XIIIe siècle, il appartint à des membres de cette famille jusqu'à la fin du XVIe siècle.
Le village fut incendié en 1363, par le sire Jean de Vergy, qui était en guerre avec les Choiseul. Pendant la guerre des Anglais, il fut encore plusieurs fois pillé, dévasté, et ce n'est que dans la seconde moitié du XVe siècle qu'il put sortir de ses ruines.
En 1601, la seigneurie de Fresnoy appartenait à Étienne Perret, lieutenant-général au bailliage de Chaumont ; puis elle passa à Robert Merceron, époux de Colombe Perret. Enfin, dans la seconde moitié du XVIIe siècle, Fresnoy devint la propriété de la famille Rose-Provenchères et fut réuni au marquisat de Dammartin, créé en 1719 en faveur de cette famille. Cependant, en 1737, le marquis de Rose le revendit avec Doncourt et ces deux fiefs furent achetés par M. Nicolas Auberthot, avocat au Parlement.
En 1789, ce village fait partie de la province de Champagne dans le bailliage de Langres et la prévôté de Montigny-le-Roi. Le 1er avril 1973, la commune de Fresnoy-en-Bassigny est rattachée sous le régime de la fusion-association à celle de Parnot qui devient Parnoy-en-Bassigny.

## Politique et administration
| Période                                  | Période | Identité       | Étiquette | Qualité |
| ---------------------------------------- | ------- | -------------- | --------- | ------- |
|                                          |         | Martial Merlin |           |         |
| Les données manquantes sont à compléter. |         |                |           |         |

## Démographie
| 1793 | 1800 | 1806 | 1821 | 1831 | 1836 | 1841 | 1846 | 1851 |
| ---- | ---- | ---- | ---- | ---- | ---- | ---- | ---- | ---- |
| 430  | 528  | 618  | 511  | 601  | 610  | 620  | 644  | 679  |

| 1856 | 1861 | 1866 | 1872 | 1876 | 1881 | 1886 | 1891 | 1896 |
| ---- | ---- | ---- | ---- | ---- | ---- | ---- | ---- | ---- |
| 619  | 611  | 569  | 548  | 515  | 487  | 529  | 471  | 450  |

| 1901 | 1906 | 1911 | 1921 | 1926 | 1931 | 1936 | 1946 | 1954 |
| ---- | ---- | ---- | ---- | ---- | ---- | ---- | ---- | ---- |
| 401  | 402  | 350  | 313  | 306  | 290  | 280  | 261  | 265  |

| 1962 | 1968 | - | - | - | - | - | - | - |
| ---- | ---- | - | - | - | - | - | - | - |
| 243  | 216  | - | - | - | - | - | - | - |

## Lieux et monuments
- Château, construit au 18e siècle et inscrit aux Monuments historiques le 9 mars 1987[6]
- Abbaye de Morimond, fondée en 1115 ou 1117
- Église Notre-Dame-de-la-Nativité, construite au 15e siècle ; sacristie érigée au 18e siècle ; inscrite aux Monuments historiques le 23 septembre 1925[7]
- Chapelle Sainte-Ursule, construite au 15e siècle
- Une voie romaine passe sur le territoire communal et près de cette chaussée, à environ 1 km de Fresnoy, se trouve un petit marais appelé la Nonnerie, dont le fond est pavé[1]. En 1839, il existait encore près de ce marais des restes de constructions qui, si l'on en croit la tradition, faisaient partie d'un couvent de femmes[1].